# Нойбург-ан-дер-Донау
Нойбург-ан-дер-Донау (нім. Neuburg an der Donau) — місто в Німеччині, розташоване в землі Баварія. Підпорядковується адміністративному округу Верхня Баварія. Адміністративний центр району Нойбург-Шробенгаузен.
Площа — 81,32 км2. Населення становить 29 662 ос. (станом на 31 грудня 2020).

## Персоналії
- Бернд Айхінгер (1949—2011) — німецький режисер, актор, сценарист і продюсер.